# 貞姜
貞姜（ていきょう、生没年不詳）は、楚の昭王の夫人。
斉の公女として生まれた。楚の昭王にとついで夫人となった。昭王が出遊したとき、夫人を漸台の上に残して行ってしまった。昭王は長江の洪水が迫っていると聞いたため、使者に夫人を迎えに行かせたが、符を持たせるのを忘れていた。使者が到着すると夫人に避難を勧めたが、夫人は「王が宮人を召し出すときは必ず符をもって召すことと約束されている。いま使者が符を持っていないので、私は使者に従って行くことができない」と言って動かなかった。このため使者が符を取るために帰ったが、そのあいだに大水がやってきて漸台は崩れ、夫人は流されて死去した。